# Victor Borge
Pour les articles homonymes, voir Borge et Rosenbaum.
Børge Rosenbaum, dit Victor Borge (ou Victor Børge), est un comédien, chef d'orchestre et pianiste dano-américain, né le 3 janvier 1909 à Copenhague et mort le 23 décembre 2000 à Greenwich, dans le Connecticut. Très populaire à la radio et à la télévision aux États-Unis et en Europe, son mélange de  musique et de comédie lui a valu le surnom de « prince-clown du Danemark » (« The Clown Prince of Denmark »), ; un jeu de mots sur le terme « Crown Prince », en français : « prince héritier ».

## Biographie

### Jeunesse et formation
Børge Rosenbaum nait le 3 janvier 1909 à Copenhague, au Danemark, dans une famille juive ashkénaze. Ses parents, Bernhard et Frederikke (née Lichtinger) Rosenbaum, étaient tous deux musiciens : son père altiste à l'Orchestre royal du Danemark, et sa mère pianiste. Victor prend ses premières leçons de piano à l'âge de deux ans, devenant rapidement un prodige. Il donne son premier récital de piano à huit ans et obtient en 1918 une bourse complète à l'Académie royale danoise de musique, étudiant le piano auprès d'Olivo Krause. Plus tard, il reçoit l'enseignement de Victor Schiøler (en), de l'élève de Franz Liszt, Frederic Lamond, ainsi que de l'élève de Ferruccio Busoni, Egon Petri.

### Carrière européenne (1926-1940)
Victor Borge joue son premier grand concert en 1926 au Palais Odd Fellows. Après quelques années en tant que pianiste « classique », il se lance dans l'écriture de ses célèbres numéros de stand-up, dans un mélange signature de musique au piano et de blagues. En 1933 ont lieu les premières représentations du nouveau spectacle. Par la suite, Borge réalise de nombreuses tournées en Europe, où il raconte notamment des blagues antinazies.

### Exil aux États-Unis
Lorsque les forces armées allemandes envahissent le Danemark le 9 avril 1940, pendant la Seconde Guerre mondiale, Borge était en concert en Suède et réussit à s'échapper en Finlande. Puis il décide de fuir l'Europe pour l'Amérique à bord de l'American Legion de l'armée américaine, le dernier navire neutre à sortir de Petsamo en Finlande,. Il arrive à destination le 28 août 1940 avec seulement 20 $ en poche (environ 369 $ aujourd'hui[Quand ?][réf. nécessaire]), avec lesquels il paye les 3 $ de frais de douane. Déguisé en marin, Borge est retourné au Danemark une fois pendant l'occupation pour rendre visite à sa mère mourante.

### Carrière aux États-Unis
Même s'il ne parlait pas un mot d'anglais à son arrivée, il réussit à adapter rapidement ses blagues au public américain. Il apprend notamment l'anglais à travers le visionnage de films.
Il adopte alors le nom « Victor Borge » et débute en 1941 dans l'émission de radio de Rudy Vallée. Il est embauché peu de temps après par l'acteur et chanteur Bing Crosby pour son programme Kraft Music Hall (en).
Victor devient rapidement célèbre, remportant le prix du meilleur nouvel animateur radio de l'année 1942. Peu de temps après avoir reçu le prix, de multiples propositions de rôles au cinéma lui sont proposées avec des stars dont Frank Sinatra, avec lequel il joue dans Amour et Swing (1943). Il anime à partir de 1946 et jusqu'en décembre 1951 The Victor Borge Show (en) sur la NBC, en parallèle de quoi il développe plusieurs de ses sketchs, notamment celui dans lequel il annonçe à plusieurs reprises son intention de jouer une pièce mais se laisse « distraire » par une chose ou une autre, en faisant des commentaires sur le public ou en discutant de l'utilité de la « Valse minute » de Chopin en tant que sablier. Autre exemple, il commence avec une pièce classique bien connue comme la Sonate au clair de lune de Beethoven pour passer soudainement à un air pop ou jazz harmoniquement similaire, comme Night and Day de Cole Porter ou Happy Birthday to You.

Nancy et Ronald Reagan à Washington, Victor Borge en arrière-plan (1986)

Borge est apparu à plusieurs reprises sur Toast of the Town animé par Ed Sullivan en 1948. La première représentation de son spectacle Comedy in Music a eu lieu au John Golden Theatre de New York le 2 octobre 1953. Comedy in Music est devenu le spectacle solo le plus ancien de l'histoire du théâtre avec 849 représentations au total à sa dernière le 21 janvier 1956, un exploit qui l'a placé dans le Guinness Book des Records.
Borge a fait plusieurs apparitions dans l'émission télévisée What's My Line ?, à la fois en tant que jury et en tant que candidat en tant qu' « éleveur de volailles » : ce n'était pas humoristique, puisqu'il avait fondé une entreprise commerciale spécialisée dans la confection de poules de Cornouailles, une spécialité culinaire qui a connu son heure de gloire dans les années 1950.
Fort du succès de son premier spectacle, il poursuit les tournées et les spectacles. Borge joue avec et dirige différents orchestres dont l'Orchestre symphonique de Chicago, l'Orchestre philharmonique de Londres et de New York. En 1992, il accepte avec honneur de diriger l'Orchestre royal danois au Théâtre royal danois de Copenhague.
Ses dernières apparitions à la télévision étaient généralement enregistrées au préalable puis télédiffusées. De plus, il est apparu plusieurs fois dans Sesame Street, et a été invité lors de la quatrième saison du Muppet Show.
Victor Borge a continué les présentations jusqu'à ses derniers jours, se produisant jusqu'à 60 fois par an à l'âge de 90 ans.

### Autres activités
Borge a participé à la création de plusieurs fonds d'aides, notamment le « Thanks to Scandinavia Fund », lancé en l'honneur de ceux qui ont aidé les Juifs à échapper à la persécution allemande pendant la guerre 1939-45.
Outre sa carrière humoristique et musicale, Borge a écrit trois livres, My Favorite Intermissions, My Favorite Comedies in Music (tous deux avec Robert Sherman) et une autobiographie, Smilet er den korteste afstand ("Le sourire est la distance la plus courte") avec Niels-Jørgen Kaiser.
En 1979, Borge a fondé l'American Pianists Association (alors appelée Beethoven Fondation) avec Julius Bloom et Anthony P. Habig. L'association organise deux grands concours de piano : les Classical Fellowship Awards et les Jazz Fellowship Awards.

### Décès

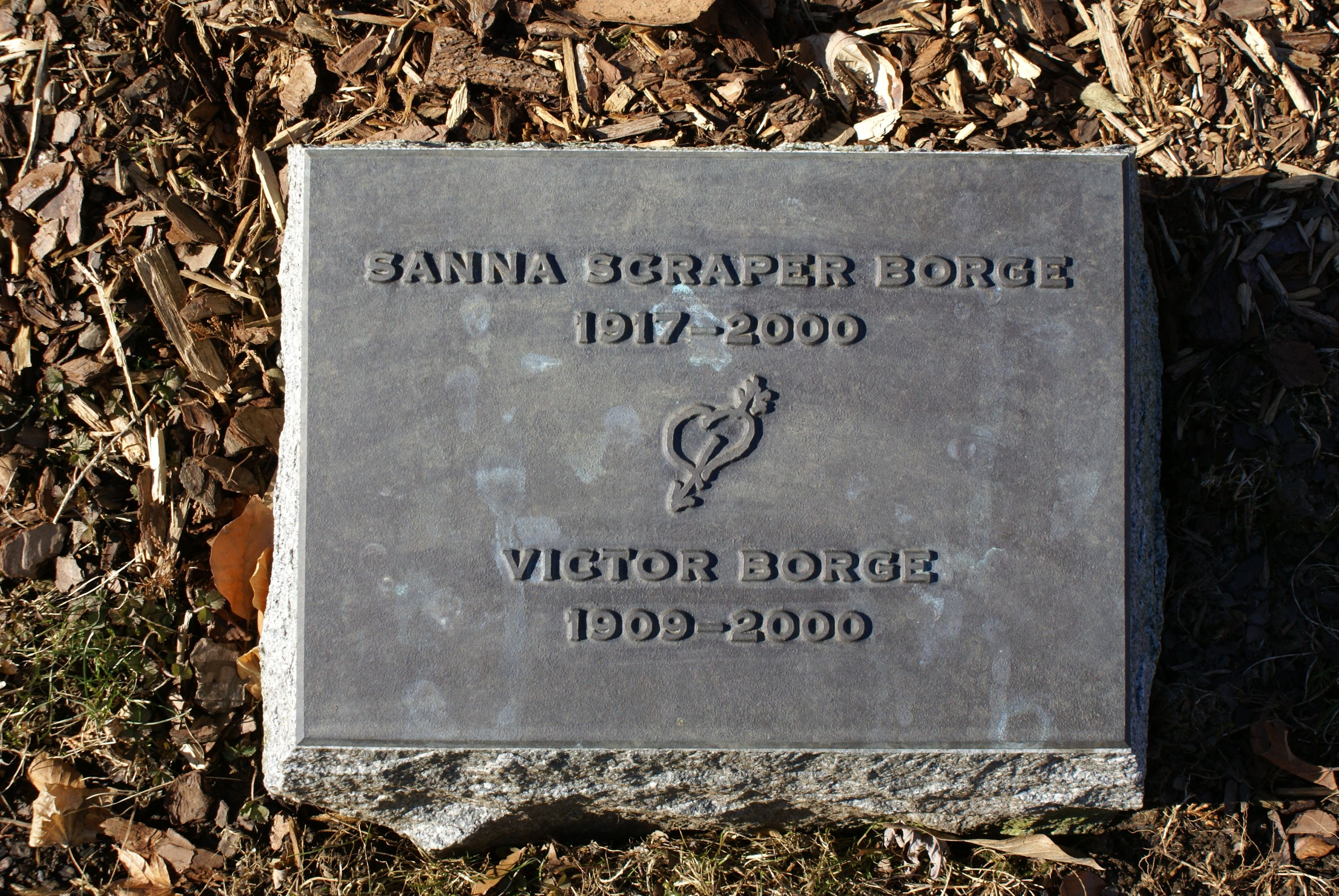
Pierre tombale de Victor Borge, au cimetière de Putnam, Greenwich, Connecticut.

Victor Borge meurt paisiblement le 23 décembre 2000 à Greenwich (Connecticut) à l'âge de 91 ans, dont 75 ans de carrière, après son retour d'un concert au Danemark,.
« C'était juste son heure de partir, a déclaré Frederikke Borge. Ma mère lui a terriblement manqué » (sa femme était morte trois mois plus tôt).
Selon les souhaits de Borge, une partie de ses cendres se trouvent au cimetière de Putnam à Greenwich, avec une réplique de l'emblématique statue danoise La Petite Sirène assise sur un gros rocher sur le lieu de la tombe, et l'autre partie au cimetière juif occidental (Mosaisk Vestre Begravelsesplads) de Copenhague.

### Vie privée
Victor Borge a épousé sa première femme, Elsie Chilton, en 1933. Après avoir divorcé, il épouse Sarabel Sanna Scraper en 1953, avec laquelle il reste marié jusqu'à sa mort à l'âge de 91 ans en septembre 2000.
Au total, Victor Borge a cinq enfants (qui se produisaient occasionnellement avec lui) : Ronald Borge et Janet Crowle (adoptés) avec Elsie Chilton, Sanna Feinstein, Victor Bernhard Junior et Frederikke Borge avec Sarabel.
Victor Borge obtient la nationalité américaine en 1948.

## Le style de Victor Borge
L'un des numéros célèbres de Borge était « Phonetic Punctuation », dans lequel il lisait un passage d'un livre et ajoutait des effets sonores exagérés pour représenter tous les signes de ponctuation,.
Victor utilise largement les accessoires à sa disposition lors des représentations et des émissions télévisées. Dans un sketch, il joue une musique au piano, mais celle-ci ne sonne pas bien, même s'il lit ses partitions. L'air confus, il retourne la feuille dans l'autre sens ou sur le côté, puis joue ensuite la musique correctement dit, adressant un joyeux sourire d'accomplissement au public : la plupart du temps, il s'agit d'une musique connue.
Lorsqu'il dirigeait un orchestre, il pouvait s'arrêter et ordonner à un violoniste qui avait joué une fausse note ou joué trop tôt de quitter la scène, puis reprendre la performance et faire se déplacer les autres membres pour remplir le siège vide alors qu'ils jouaient. Après le départ du violoniste, un coup de feu se faisait entendre.

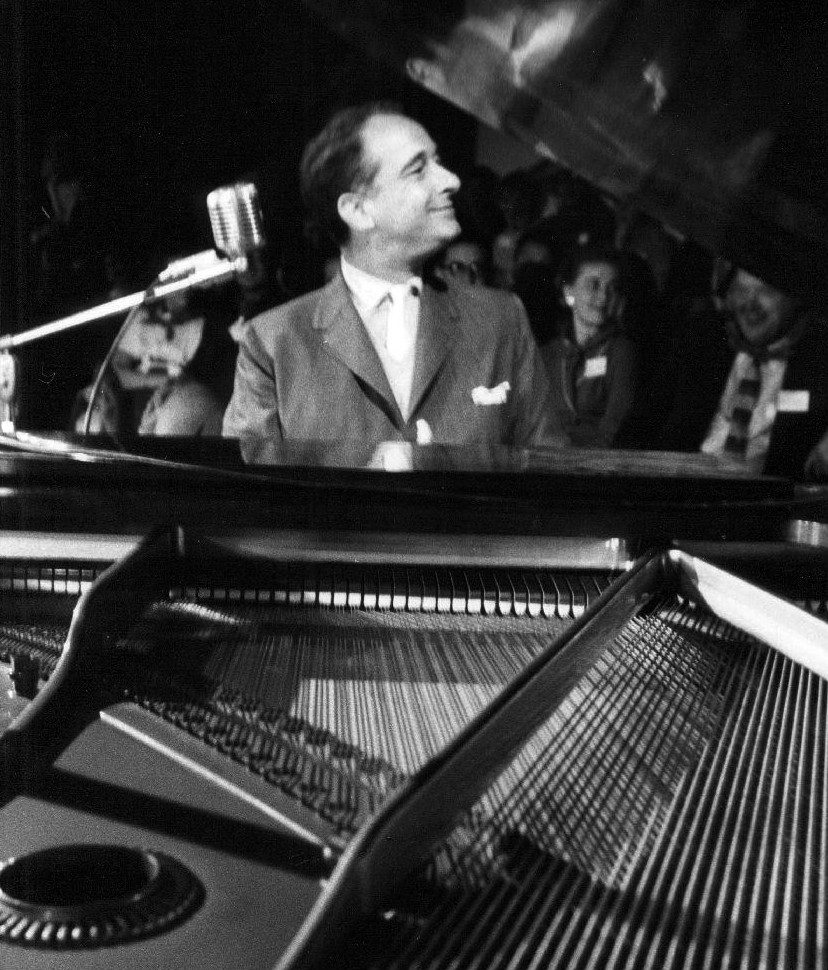
Victor Borge en concert (1957)

Son acolyte musical des années 1960, Leonid Hambro, était également un pianiste reconnu. En 1968, le pianiste Şahan Arzruni a rejoint Borge pour interpréter sur un même piano une version de la deuxième rhapsodie hongroise de Liszt, considérée comme un classique de la comédie musicale. Borge a également joué du piano avec Rowlf le chien pianiste dans la saison 4 du Muppet Show.
Il aimait également interagir avec le public. Voyant une personne au premier rang, il lui demandait : « Vous aimez la bonne musique ? ou « Est-ce que vous aimez la musique pour piano ? » Après une réponse affirmative, Borge prenait une partition de son piano et disait : « En voici une », et la lui remettait. Après que les rires du public se soient calmés, il disait : « Ce sera 1,95 $ » (ou quel que soit le prix actuel). Il demandait alors si le spectateur pouvait lire de la musique ; s'il disait oui, Borge demandait un prix plus élevé. S'il n'obtenait aucune réponse du public après une blague, il ajoutait souvent « ... quand cette ovation s'est tue, bien sûr. » La punchline retardée pour remettre la partition à la personne arrivait quand il atteignait la fin d'un numéro et commençait à jouer les avant-dernières notes encore et encore, avec un regard perplexe. Il se retournait ensuite vers la personne dans le public, récupérait la partition, en arrachait un morceau, la collait sur le piano et en jouait les deux dernières notes.
Se moquant du théâtre moderne, il commençait parfois une représentation en demandant s'il y avait des enfants dans le public. Il leur ordonnait sévèrement de sortir, puis disait : « Nous avons des enfants ici ; cela signifie que je ne peux pas faire la seconde moitié du spectacle nu. Je porterai la cravate (pause). La longue (pause). La très longue, oui. »
Avec la chanteuse d'opéra Marylyn Mulvey, qui essayait de chanter un air. Il réagissait à chaque fois et l'interrompait, avec des blagues comme la chute de son telles que tomber du banc de « surprise » lorsqu'elle atteignait une note élevée. Il lui rappelait aussi à plusieurs reprises de ne pas poser sa main sur le piano, lui disant que si elle s'y habituait, « un jour il n'y aura plus de piano et Fffftttt ! ». Après le numéro, le projecteur restait sur Mulvey et elle chantait une pièce sérieuse avec Borge accompagnant en arrière-plan.

## Distinctions et postérité
Borge a reçu un diplôme honorifique du Trinity College en 1997.
Lorsque l'Orchestre royal danois a célébré son 550e anniversaire en 1998, Borge a été nommé membre honoraire — à l'époque l'un des dix seuls dans l'histoire de l'orchestre.
Victor Borge a reçu de nombreux prix et distinctions au cours de sa carrière. Il a reçu le Kennedy Center Honors en 1999. Il a été décoré d'insignes par les cinq pays nordiques, recevant l'Ordre de Dannebrog (Danemark), l'Ordre de Vasa (Suède), la Médaille de Saint-Olaf (Norvège), l'Ordre de la Rose Blanche (Finlande) et l'Ordre du Faucon (Islande),.
Le Victor Borge Hall, situé dans la Scandinavia House de New York, a été nommé en l'honneur de Borge en 2000, tout comme la Victor Borges Plads ("place Victor Borge") à Copenhague en 2002. En 2009, une statue célébrant le centenaire de la naissance de Borge a été érigée sur la place.
L'astéroïde (5634) Victorborge est nommé en son honneur.
Du 23 janvier au 9 mai 2009, la vie de Borge a été célébrée par la Fondation américano-scandinave avec Victor Borge: A Centennial Celebration.
Le 14 mars 2009, une émission télévisée sur sa vie, 100 ans de musique et de rire, a été diffusée sur PBS.
Le 7 février 2017, il a été signalé que, selon un communiqué de presse de la société de production danoise M&M Productions, une série télévisée et un film sur la vie de Borge devaient être tournés en 2018.

## Discographie
- Phonetic Punctuation (Parts 1 and 2) (1945, Columbia Records 36911, 78 tours)[56],[57]
- Blue Serenade/A Lesson In Composition (1945, Columbia Records 36912, 78 tours)[56],[57]
- Brahms’ Lullaby/Grieg Rhapsody (1945, Columbia Records 36913, 78 tours)[56]
- A Mozart Opera By Borge/All the Things You Are (1945, Columbia Records 36914, 78 tours)[56]
- A Victor Borge Program (1946, Columbia Album C-111, quatre disques 78 tours – une compilation des quatre disques précédents)[58]
- Unstarted Symphony/Bizet's Carmen (1947, Columbia Records 38181, 78 tours)[59]
- Intermezzo/Stardust (1947, Columbia Records 38182, 78 tours)[59]
- Rachmaninoff's Concerto No. 2 / Inflation Language (1947, Columbia Records 38183, 78 tours)[59]
- Clair de Lune/Vuggevise (1947, Columbia Records 38184, 78 tours)[59]
- An Evening with Victor Borge (1948, Columbia Album C-161, quatre disques 78 tours – une compilation des quatre disques précédents)[59]
- A Victor Borge Program (1951, Columbia Records CL-6013, LP 10'')[60]
- Comedy in Music, Vol. 1 (1954, Columbia Records CL-6292, LP 10'')[61]
- Comedy in Music, Vol. 2 (1954, Columbia Records CL-6293, LP 10'')[61]
- Comedy in Music (1954, Columbia Records CL-554, LP)[62]
- Caught in the Act (1955, Columbia Records CL-646, LP)[63]
- Brahms, Bizet and Borge (1955, Columbia Records CL-2538, LP 10'')[60]
- ½ Time På Dansk (1958, Fona 251 HI-FI, LP 10'')[64]
- The Adventures of Piccolo, Saxie and Company (1959, Columbia Records CL-1223, LP)[60]
- The Adventures of Piccolo, Saxie and Company (Australie uniquement, 1959, Coronet KLP 762, LP)[65]
- Victor Borge Plays and Conducts Concert Favorites (1959, Columbia Records CL-1305/CS-8113, LP)[66]
- Borge's Back (1962, MGM E/SE-3995P, LP)[67]
- Borge's Back (Royaume-Uni uniquement, 1962, MGM CS-6055, LP)[68]
- Borgering on Genius (1962, MGM 2354029, LP – même source que Borge's Back)[61]
- Great Moments of Comedy (1964, Verve V/V6 15044, LP – même source que Borge's Back)[61]
- Victor Borge presents his own enchanting version of Hans Christian Andersen (1966, Decca DL7-34406 Stereo, LP)[60]
- Comedy in Music (1972, CBS S 53140, LP)
- Victor Borge at His Best (1972, PRT Records COMP 5, 2 LPs)[60]
- Victor Borge Live At The London Palladium (1972, Pye NSPL 18394, LP)[69]
- My Favorite Intervals (1975, PYE NSPD 502, LP)[60]
- 13 Pianos Live in Concert (1975, Telefunken-Decca LC-0366)
- Victor Borge 50 Års Jubilæum (1976, Philips 6318035, LP)
- Victor Borge Show (1977, CBS 70082, LP, en danois)[61]
- Victor Borge Live in der Hamburger Musikhalle (1978, Philips 6305 369, LP)
- Victor Borge Live (1978, Starbox LX 96 004 Stereo, LP)
- Victor Borge – Live(!) (1992, Sony Broadway 48482, CD)
- The Piano & Humor of the Great Victor Borge (1997, Sony Music Special Products 15312, 3 CDs)
- The Two Sides of Victor Borge (1998, GMG Entertainment, CD)
- Caught in the Act (1999, Collectables Records 6031, CD)
- Comedy in Music (1999, Collectables Records 6032, CD)
- Phonetically Speaking – And Don't Forget The Piano (2001, Jasmine 120, CD)
- En aften med Victor Borge (2003, UNI 9865861, CD)
- I Love You Truly (2004, Pegasus (Pinnacle) 45403, CD)
- Victor Borge King of Comedy (2006, Phantom 26540, CD)
- Verdens morsomste mand: alle tiders Victor Borge (2006, UNI 9877560, CD)
- Unstarted Symphony (2008, NAX-8120859, CD)
- Comedy in Music (2009, SHO-227, CD)

## Filmographie
- Frk. Møllers Jubilæum (en) (1937)[70]

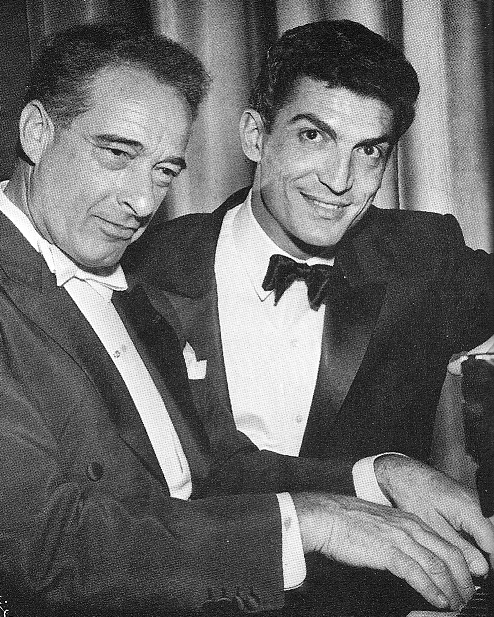
Victor Borge et Sergio Franchi au Carnegie Hall (1964)

- Der var engang en Vicevært (en) (1937)[71]
- Amour et swing (1938)[72]
- De tre, måske fire (da) (1939)[73]
- Higher and Higher (1943)[74]
- L'Odyssée du docteur Wassell (1944)[75]
- Victor Borge at Carnegie Hall (1964)[76]
- The Daydreamer (1966)[77]
- La Valse des pantins (1983)[78]